# Svarteskjeret
Ne doit pas être confondu avec Svarteskjeret (Masfjorden).
Svarteskjeret est une île norvégienne du comté de Hordaland appartenant administrativement à Austevoll.

## Description
Rocheuse et désertique, elle s'étend sur environ 60 m de longueur pour une largeur approximative de 48 m.